# Karasszon Dezső
Karasszon Dezső (Budapest, 1924. február 29. – Debrecen, 2008. október 25.) magyar ószövetségkutató, bibliafordító, lelkipásztor, egyetemi professzor, a Debreceni Református Theologiai Akadémia dékánja, az Ószövetségi Tanszék vezetője. Élete főművének a magyar protestáns bibliafordításban való szolgálatát tekintette. Amelyről jó barátja így ír visszaemlékezésében: „Ha valaki számon kéri tőlünk a nagy teológiai műveket, csak a bibliafordításra mutathatunk.”
Az Ószövetség csaknem kétharmadát ő rendezte sajtó alá. A bibliai szövegek értelmezésében és annak a magyar nyelvre fordításában nagy szerepet játszott a bibliai kortörténet és az ókori irodalmi párhuzamok, műfajok jellegzetességeinek az ismerete. A precíz tudományosság igénye a lelkipásztori, illetve professzori munkája során is fontossá vált. A szakmai publikációk és elismertség mellett, mindig fontosnak tartotta, hogy a teológiai munka a gyülekezeti életet szolgálja, így az exegézis az igehirdetés valódi előkészítő eszköze legyen.

## Élete

### A kezdetek
Középiskolai éveit szülővárosában, Budapesten, majd pedig a Sárospataki Református Gimnáziumban töltötte. 1942 és 1947 között ugyanitt szerezte felsőfokú végzettségét a Református Theologiai Akadémián. Kiváló ismeretre tett szert a gimnáziumi évek során a latin, az egyetemi évek alatt pedig az óhéber és az ógörög nyelvekben. Tanulmányai befejezése után 1947–ben Átányban és Miskolcon segédlelkész.

### A baseli évek
1949. márciusától azonban a svájci református egyház ösztöndíjprogramjának keretében a baseli teológiai fakultáson sémi nyelvészetet, bibliamagyarázatot és ószövetségi tárgyakat hallgat. Az ott eltöltött három szemeszter alatt olyan iskolateremtő tanároktól tanulhatott, mint Eichrodt, Cullmann, Baumgartner, Karl Ludwig Schmidt, Barth Károly vagy Thurneysen. Így a hétköznapok során első kézből ismerte meg Barth dialektika teológiáját, vasárnap pedig Thurneysen korszerű református kérügmatikus prédikációit hallgatta a baseli Münsterben. Későbbi pályájára a legnagyobb hatással azonban a mindig precíz és részletekbe menő filológiai munkát végző Baumgartner, a legfontosabb héber szótár szerkesztője gyakorolta.
Az újonnan szerzett teológiai impulzusok feldolgozásában nagy segítségére volt az a másik öt magyar ösztöndíjas társa is, akikkel az órák után a Rajna-part lépcsőin ülve hosszasan beszélgettek még. Ennek köszönhetően Kocsis Elemérrel, a Tiszántúli Egyházkerület későbbi püspökével is mély barátságot kötött. A szocializmus világát maguk mögött hagyva, a jóléti Svájcban akkor még nem is gondolták, hogy későbbi pályafutásuk során nem csak professzori minőségben, hanem a bibliafordítás bizottsági munkájában is kollégák lesznek.

### A családapa
Mindeközben 1951-ben házasságot kötött Irlanda Sárával, Irlanda Dezső öcsödi lelkipásztor lányával. A szintén teológiai végzettséggel rendelkező felesége 57 éven át volt hűséges társa. Négy fiúgyermekük született. Dezső (1952) orgonaművész, József (1953) mérnök, István (1955) lelkész és Mihály (1960) mérnök. Dezső éveken át szolgált a Debrecen-Nagyerdei Református Egyházközség kántoraként, miközben a Debreceni Egyetem Zeneművészeti Karán is tanított. István pedig a Károli Gáspár Református Egyetem teológiai fakultásán az Ószövetségi Tanszék tanszékvezető egyetemi tanára.

### A lelkipásztor
A baseli évek után belföldi ösztöndíjasként Debrecenben ismerhette meg későbbi példaképét Kállay Kálmán ószövetséges professzort. 1951-től házasemberként azonban a szegvár-mindszenti, 1953-tól pedig a szentes-alsópárti gyülekezet segédlelkészeként szolgált. 1955-től a mártélyi gyülekezet megválasztott lelkésze lesz. Az ifjú lelkészházaspár nagy lelkesedéssel és odaadással kezdett neki a szolgálatnak. Elkezdték a szeretetvendégséggel egybekötött istentiszteleteket, amelyek során az igehirdetést követően a gyülekezet asszonyai által készített sütemények mellett lehetett egy közösségben a gyülekezet. A korábbi tanyalátogatások szokása helyett pedig esti házi istentiszteleteket tartottak, mivel a tanyán élők csak ritkán utaztak be a faluba. Nemcsak a szűk gyülekezet körében és a tanyavilágban végezték szolgálatukat, hanem a külterületi iskolákban is rendszeressé tették az istentiszteletek tartását. Ennek a gondoskodó figyelemnek köszönhetően a mártélyiak nagyon megszerették a lelkészházaspárt és gyermekeiket, akik szintén mindig szívesen emlékeztek vissza az itt eltöltött éveikre.
1964-ben viszont elfogadta a tiszafüredi gyülekezet meghívását. A Tisza-tónál fekvő településen nemcsak a közösség hitbeli és létszámbeli gyarapítására törekedett a gyülekezeti bibliaóra megszervezésével, hanem az egyházközség épületeinek fejlesztésére is nagy figyelmet fordított. Felújították a templomot és új harangot is öntöttek.

### A pedagógus
Már lelkipásztori szolgálatában is megmutatkozott mérhetetlen alázata és tudományos igényű munkássága. 1959-ben a zsoltárok és a kultusz kapcsolatáról írt tanulmányának köszönhetően pedig végérvényesen bekerült a tudományos élet vérkeringésébe.
1959-ben a Magyar Bibliatanács Szöveggondozó Bizottságának a külsős, 1964-től pedig rendes tagjául választják, és így az Újfordítású Biblia egyik előkészítője lesz. 1965 után pedig az Ószövetség mintegy kétharmadát sajtó alá rendezi.
Befejezve lelkipásztori szolgálatát 1980-ban családjával Debrecenbe költözik, mivel 1977-ben meghívják a Debreceni Református Theologiai Akadémia Ószövetségi tanszékére, ahol éveken át egyedül kellett oktatnia az összes tárgyat. Heti öt héber óra és kétszer két exegézis mellett, kétévente ószövetségi bevezetéstant is meghirdetett. 1983-tól ehhez csatlakozott még az ószövetségi bibliai teológia. 1997-től pedig „Az ókori Kelet vallásai” címen újra elindította az Akadémián a vallástörténet kurzusokat. A nyári szünetekben sem pihent túl sokat, ugyanis abból egy teljes hónapot az ószövetségi alapdolgozatok javítására és értékelésére szánt.
Pedagógusként mindig igyekezett az elméleti tudást a gyakorlati oldalról szemlélni, így exegézis óráin sokszor mesélt a gyülekezetben eltöltött éveiről illetve megpróbálta megmutatni az írásmagyarázat által kinyert információ hasznosságát a prédikációírásban. Örömmel tanított és kutatott, ezért dékánságára is csupán elkerülhetetlen kötelességként tekintett és mindig igyekezett, hogy a közegyházi feladatoktól viszonylag távol maradjon.
Részt vesz az Ószövetségi Szaktanfolyam és a Doktorok Kollégiumának munkájában, amelyen belül az Ószövetségi Szekció egyik alapító tagja és 1991 és 1997 között egyben elnöke is volt. A tudományos munkásság mellett végzett kiváló oktatási-nevelési munkájáért Apáczai Csere János-díjjal tüntette ki az oktatási miniszter. 2000 februárjában vonult nyugdíjba a Debreceni Református Hittudományi Egyetem Ószövetségi tanszékéről.

## Tudományos munkássága
Kutatási területeit mindig az aktuális feladatok és hiányok határozták meg. Azonban bármilyen felkérést is kapott a baseli évek alatt kialakult teológiai szemléletmódjához mindig hűen ragaszkodott. Gerhard von Rad iskolájához csatlakozva a történet-kritikai módszer híveként többször szembekerült az evangelikál jellegű vagy holisztikus szemléltet valló teológiai nézetekkel.
A tudomány fejlődése iránt érzett szeretetének és alázatának köszönhetően foglalkozott bibliai teológiával, bibliai vallástörténettel, írásmagyarázattal, bibliafordítással. A biblikum iránti érdeklődése azonban nem száraz elméletként, hanem mindig a gyakorlati oldalt szem előtt tartva gyülekezeti életet és így annak legfőbb középpontját, az igehirdetést és igetanulmányozást szolgálták.
1983-ban vehette át a bibliai teológia tárgy oktatását az egyetemen. Ennek apropóján írta meg doktori disszertációját a bibliai prófétizmusról és az íróprófétákról. A vallástörténetet oktatva Mai világvallások: Iszlám, hinduizmus, buddhizmus címmel nem csak egy összefoglaló tanulmányi segédanyagot adott ki, hanem a baseli szorgalmas évek eredményeként W. Baumgartner előadásait is kiadás alá rendezte. A félig magyarul, félig pedig németül lejegyzett órai vázlatok igazi történeti kincsnek számítottak, hiszen a neves professzor előadásai nem maradtak fenn eredetiben. Csupán K. Seybold 1999-es debreceni látogatásának és biztatásának köszönhetően jelenhetett meg 2004-ben Geschichte der israelitischen Religion. Basler Vorträge címmel a Debreceni Református Hittudományi Egyetem kiadásában.
A héber nyelv magyar nyelven történő oktatásának segítésére 1981 héber gyakorlókönyvet és bibliai arám nyelvtant is szerkesztett. Írásmagyarázati munkásságát pedig nem csak az egyetemi katedrának, hanem az egész Magyar Református Egyház szolgálatára is végezte. Ennek köszönhetően a bibliafordításban végzett óriási munkája mellett a Jubileumi Kommentár I. kiadásához Ézsaiás, a II. kiadáshoz pedig Ezékiel és a Zsoltárok könyvének magyarázatát készítette el.

### A zsoltármagyarázó
Bár ő maga élete főművének mindig is a bibliafordítói szolgálatot tartotta, a szakma mégis főként a Jubileumi Kommentár második kiadásához készített Zsoltárok könyvét tartotta a legsikeresebb írásának. Nem csupán ebben a műben, hanem zsoltármagyarázatos egyetemi óráin és a különböző szakfolyóiratokban megjelent tanulmányaiban a nemzetközi zsoltárkutatás legújabb eredményeit gyűjtötte és foglalta össze. Magyar nyelven senki más nem vállalkozott korábban ilyen átfogó képet alkotni. Ez a szorgalmas kutatói vállalkozást azonban nemcsak a tudományos életnek szánta, hanem az éppen megújulás alatt levő református istentiszteletek teológiai megalapozásául is. Szerinte a Zsoltárok az istendicséret tökéletes olyan példái, amelyek a gyülekezeti gyakorlat legfőbb alapjául kell, hogy szolgáljanak.

### A bibliafordító
Élete legfontosabb feladatának a bibliafordítás fáradságos szolgálatát tartotta. Még a hivatalos munka befejezése után, nyugdíjas korában sem hagyta abba a szüntelen revíziót. És ötleteit, javaslatait ilyenkor is azzal a szándékkal publikálta, hogy a tudományos közeg kritikájával minél jobb és aktuálisabb megoldások születhessenek. Az Ige tökéletesebb megértése iránti vágy miatt a protestantizmus igaz gyermeke volt.
1947 szeptemberében az Újszövetség, 1948 februárjában pedig az Ószövetség fordításának munkálatai megkezdődtek az ún. próbafüzetek szerkesztésével. Ezeknek a próbafüzeteknek a célja az volt, hogy a később csúcsrevízió alkalmára az egyes kérdések megvitatására megfelelő anyag álljon majd rendelkezésre. Ezért a szószerinti illetve az értelemszerinti fordítási módszer alkalmazása mellett költői fordítást is végeztek. 1951 és 1965 között folyamatosan jelentették meg ezeket a magyarázatokkal ellátott jegyzeteket. Karasszon Dezső Kállay Kálmán professzor halála után 1959-ben kapott felkérést arra, hogy a próbafüzetek kritikájával a revízió előkészületeiben segítsen. Az ekkor még lelkipásztorként szolgáló Karasszon ennek a munkának is a tőle megszokott alázattal látott neki a mártélyi parókia szegényes könyvtárában. A Kittel-féle héber Biblia alapján Ézsaiás, Hóseás, Mikeás, Haggeus és Zakariás könyveit vizsgálta.BENYIK: Magyar Biblikusok Lexikona (2016), 115. 1964 januárjától pedig az Ószövetségi bizottság rendes tagjaként a több szívinfarktuson is áteső Dr. Pákozdy László Mártont, saját kérésére követte. Minden hónapban egy hetet ülésezett a bizottság, ahol az otthon előre elkészített jegyzeteiket közösen addig vitatták, amíg konszenzusra nem jutottak egy kérdésben. Az így elkészült szöveget egy jegyző munkájának köszönhetően hazavitték, hogy a következő alkalommal a külső harmincfős lelkipásztori kör javaslataival együtt elkészülhessen a végleges anyag. Ennek az óriási munkának a koordinálást végezte Muntag Andor. 1975-től a megjelenés után az újszövetségi szakaszok jegyzetanyagának korrigálásával bízzák meg, azonban a kortörténeti, nyelvészeti indoklással megalapozott módosító javaslatait nem, vagy csak részben fogadták el.
A magyar protestáns egyházak közös Bibliatanácsa határozta meg a fordítás egységességét segítő feltételeket. A munka során a Rudolf Kittel-féle Biblia Hebraica szövegét és kritikai apparátusát használták. Karasszon azonban ezt kifogásolva gyakran szívesebben használta volna a Biblia Hebraica Stuttgartensia bővebb változatát. Végül nem egy az eredeti szöveget visszatükröző szószerinti fordítást, hanem egy olyan gyülekezetszerű, irodalmi igényességgel lefordított szöveget szövegeket szerettek volna megalkotni, amely két igénynek is megfelel. Egyrészt az üzenetet úgy kell átadni, hogy a magyar igaolvasók és igehallgatók ugyanazt azt érthessék az egyes kifejezések alatt, amit a Szentíró akkor és ott azoknak az embereknek mondani akart. Másrészt pedig ezek a szövegek egyházi felhasználásra, szószékre kell, hogy íródjanak.
Az így elvégzett munkával azonban maga Karasszon Dezső, sohasem elégedett meg teljesen. Szerinte ugyanis a bibliafordítást sohasem tekinthetjük befejezett munkának. Folyamatosan arra kell törekedni, hogy minél mélyebb sémi és magyar lingvisztikai, irodalomtörténeti és régiségtani ismereteket szerezzünk, ezzel is a jobb megértésért és az állandó aktualizálásért munkálkodjunk. Több helyen is hangot adott annak a sajnálatának, hogy az egyes konkordanciák és szakkönyvek tanulmányázására nem jutott elég idejük. Bár a fáradhatatlan maximalista énje fontosnak tartotta volna az utolsó simítások elvégzését, mégis tisztában volt vele, hogy ez egy embert próbáló feladat lett volna.
Az 1975-ben megjelent bibliafordítás 1990-es revíziójában is még aktívan közreműködött. A 2000-es évek elején elindult újabb revízió munkálatai során azonban egyre többen kezdték bírálni a korábbi fordításokat. Nyilvánvalóvá vált, hogy a jó hangzás, a felolvashatóság vágya és a már Karasszon által is kifogásolt összesimító munka hiánya komoly stílusbeli és tartalmi egyenetlenségeket okozott a szövegben.

## Legfontosabb művei

### Könyvek
- Ézsaiás könyvének magyarázata, in: Jubileumi Kommentár. A Szentírás magyarázata, Budapest, Kálvin János Kiadó, 1974, 635–692. = in: Jubileumi Kommentár. A Szentírás magyarázata, 2. kiadás, Budapest, Kálvin János Kiadó, 1995, 691–748.
- Mai világvallások: Iszlám, hinduizmus, buddhizmus, Debrecen, Debreceni Református Teológiai Akadémia, 1981
- Héber gyakorlókönyv és bibliai arám nyelvtan, Budapest, Budapesti Református Theologiai Akadémia, 1983
- Előadások az ószövetségi bibliai theologia köréből, Debrecen, Debreceni Református Theologiai Akadémia, 1986 (A Debreceni Református Theologiai Akadémia Ószövetségi Tanszékének Tanulmányi Füzetei 1)
- Előadások az Ószövetségi bibliai teológia köréből. II. rész: A próféták, Debrecen, Debreceni Református Theologiai Akadémia, 1990 (A Debreceni Református Teológiai Akadémia Ószövetségi Tanszékének Tanulmányi Füzetei 2)
- Vallástörténet. Mai világvallások: Iszlám, Hinduizmus, Buddhizmus, Szeged, A DRTA Szegedi Vallástanári Tanszéke, 1993 (A DRTA Szegedi Vallástanári Tanszékének Tanulmányi Füzetei)
- A Zsoltárok könyvének magyarázata, in: Jubileumi Kommentár. A Szentírás magyarázata, 2. kiadás, Budapest, Kálvin János Kiadó, 1995, 541–640.
- Ezékiel könyvének magyarázata, in: Jubileumi Kommentár. A Szentírás magyarázata, 2. kiadás, Budapest, Kálvin János Kiadó, 1995, 795–839. = Ezékiel könyvének magyarázata, Debrecen, Debreceni Református Kollégium, 1995
- A Sínai-perikópa válogatott részeinek magyarázata. Előadások az ószövetségi írásmagyarázat köréből. Ex 19; 20; 24; 32; 33. rész, Debrecen, Debreceni Református Hittudományi Egyetem, 1998 (A Debreceni Református Hittudományi Egyetem Ószövetségi Tanszékének Tanulmányi Füzetei 3)
- BAUMGARTNER, W., Geschichte der israelitischen Religion. Basler Vorträge. Notiert von Dezső Karasszon, Debrecen, Debreceni Református Hittudományi Egyetem, 2004 (DÓTTF 4).
- Istendicséret. Prédikációk három évtizedből, Budapest, Magánkiadás, 2004

### Tiszteletére megjelent emlékkötet
KARASSZON I. (szerk.), „...Mert örökké tart szeretete”. Tanulmányok Karasszon Dezső tiszteletére 70. születésnapja alkalmából, Budapesti Református Teológiai Akadémia, Budapest, 1994 (A Budapesti Református Theologiai Akadémia Bibliai és Judaisztikai Kutatócsoportjának kiadványai 7).

## Felhasznált irodalom
- BENYIK GY.: Magyar Biblikusok Lexikona, Szeged, JATEPress, 2016
- EGERESI L. S.: A bibliarevízió műhelyéből, in: Theologiai Szemle 4 (2012), 244–251.
- KARASSZON D.: Megjegyzések Ezsdrás könyvének új fordításához, in: Theologiai Szemle 3-4 (1960), 104–113.
- KARASSZON D.: Az istendicséret helye a Zsoltárok könyvében, in: Theologiai Szemle 3 (1982), 351–353.
- KARASSZON D.: Az új protestáns bibliafordítás eredményei és feladatai, in: Theologiai Szemle 3 (1998), 134–142.
- KARASSZON D.: Modern megoldás-kísérletek a bibliafordításban, in: Theologiai Szemle 1 (2001), 4–5.
- KARASSZON D.: A bibliafordító munka szükséges korlátai, in: Theologiai Szemle 2 (2002), 86–88.
- KARASSZON D.: Elég-e a hebraica veritas, in: Theologiai Szemle 3 (2002), 141–142.
- KARASSZON D.: Az új protestáns bibliafordítás (1975) folyamatban lévő revíziója és annak ószövetségi vonatkozásai, in: Theologiai Szemle 3 (2011), 138–146.
- KARASSZON I. (szerk.): „…Mert örökké tart szeretete” Tanulmányok Dr. Karasszon Dezső tiszteletére 70. születésnapja alkalmából, Budapest, 1994 (A Budapesti Református Theologiai Akadémia Bibliai és Judaisztikai Kutatócsoportjának kiadványai 7)
- KUSTÁR Z.: Dr. Karasszon Dezső professzor (1924–2008) élete és tudományos munkássága, in: BARÁTH, B. L.–GONDA, S. L. (szerk.): Orando et laborando. A Debreceni Református Hittudományi Egyetem évkönyve a 471. tanévről 2008/2009., Debrecen, Debreceni Református Hittudományi Egyetem, 2010, 49–57.
- NÉMETH Á: Királyok zsoltára, zsoltárok királya. A 72. zsoltár előállása és teológiája a Zsoltárok könyve redakciójának tükrében, Kolozsvár, Exit, 2018
- TARR K.: Beszámoló az újfordítású Biblia revíziójáról és a Vizsolyi Biblia 400. évfordulójára megjelent revideált újfordítású Biblia munkálatairól, in: Theologiai Szemle 1 (1991), 57–58.

## Külső hivatkozások
http://www.reformatus.hu/mutat/vilagokat-mentettek-meg/
http://www.sulinet.hu/oroksegtar/data/telepulesek_ertekei/100_falu/Martely/pages/015_katolikus_falu.htm